# Фратуселло, Гилен
Гиле́н Фратуселло́ (фр. Guylaine Fratucello) — французская кёрлингистка.
В составе женской сборной Франции участница чемпионата мира 1990 (заняли пятое место) и чемпионата Европы 1989 (заняли седьмое место).
Играла на позиции первого.

## Команды
| Сезон   | Четвёртый      | Третий         | Второй       | Первый           | Запасной     | Турниры           |
| ------- | -------------- | -------------- | ------------ | ---------------- | ------------ | ----------------- |
| 1989—90 | Полетт Сюльпис | Брижит Лами    | Жослин Ланри | Гилен Фратуселло |              | ЧЕ 1989 (7 место) |
| 1989—90 | Брижит Лами    | Полетт Сюльпис | Жослин Ланри | Гилен Фратуселло | Анник Мерсье | ЧМ 1990 (9 место) |

(скипы выделены полужирным шрифтом)